# UEFA Champions League 2011–12

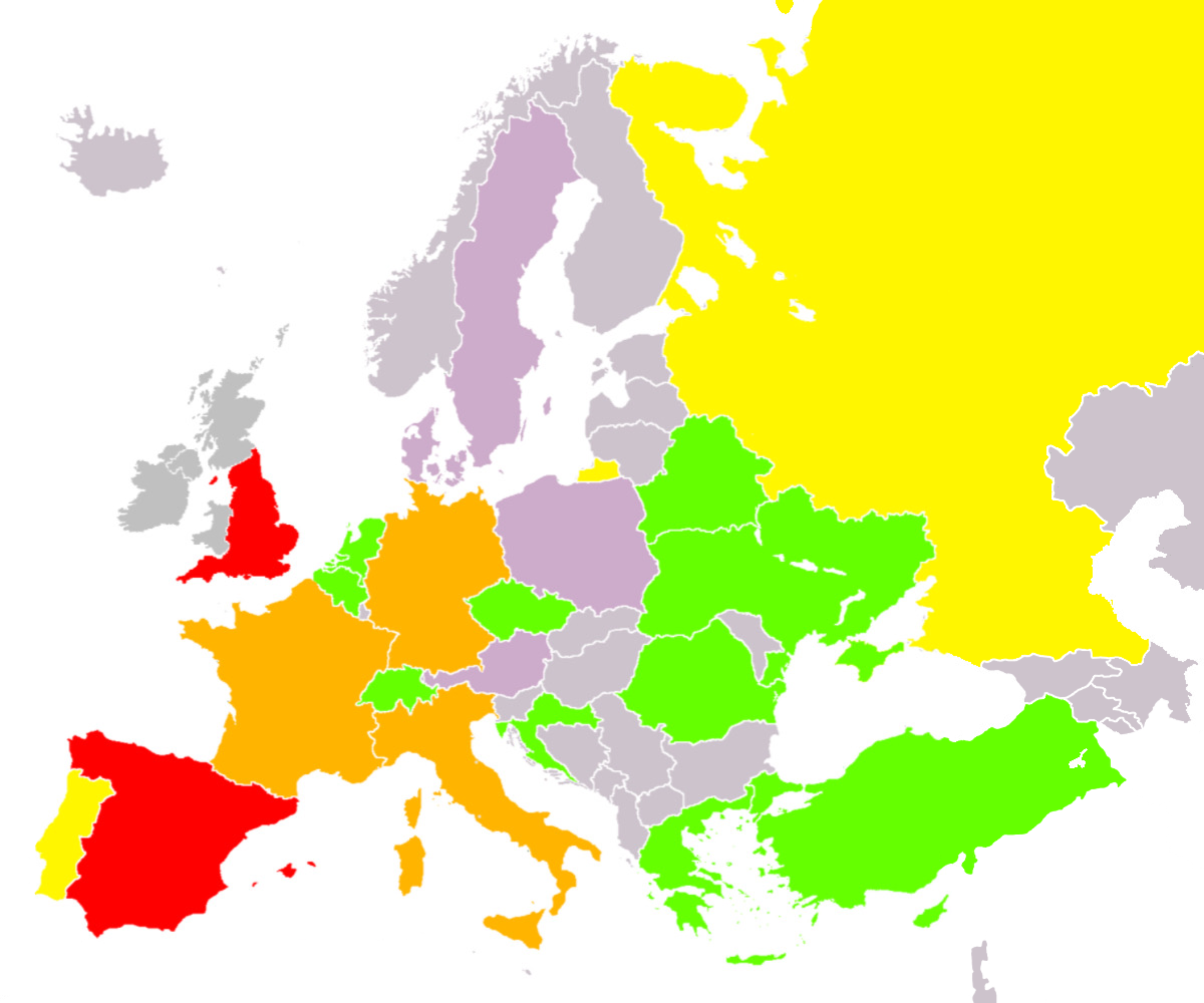
Bản đồ các nước có đại diện tham dự vòng bảng UEFA Champions League.
4 đại diện
3 đại diện
2 đại diện
1 đại diện
Ít nhất 1 đại diện phải tham gia đá loại

UEFA Champions League 2011–12 là giải đấu bóng đá cao nhất ở cấp câu lạc bộ của châu Âu thứ 57 tính từ lần đầu khởi tranh và là giải thứ 20 theo thể thức và tên gọi mới UEFA Champions League. Trận chung kết được tổ chức tại sân vận động Allianz Arena của hai đội bóng Bayern München và Chelsea ở thành phố Munich của Đức, mặc dù sân vận động được gọi tên là "Fußball-Arena München" cho các trận bóng do UEFA không cho phép sự tài trợ bởi các công ty tài trợ cho đội bóng không tham dự Champions League. Bắt đầu cuộc thử nghiệm từ UEFA Europa League 2009-10, UEFA yêu cầu trong mỗi trận vòng bảng có thêm hai trợ lý trọng tài đứng ở sau cầu môn. Chelsea là đội vô địch năm đó. Họ được tham dự Giải vô địch bóng đá thế giới các câu lạc bộ 2012.

## Vòng bảng
Có tổng cộng 32 câu lạc bộ tham gia vòng đấu bảng. Các đội bóng được phân thành 4 nhóm, dựa trên hệ số UEFA. 32 câu lạc bộ này được bốc thăm chia thành 8 bảng 4 đội vào 26 tháng 8. Các đội bóng cùng nhóm hoặc cùng quốc gia không được xếp chung bảng.

### Bảng A
| Câu lạc bộ      | St | T | H | B | Bt | Bt | Hs  | Điểm |
| --------------- | -- | - | - | - | -- | -- | --- | ---- |
| Bayern München  | 6  | 4 | 1 | 1 | 11 | 6  | +5  | 13   |
| Napoli          | 6  | 3 | 2 | 1 | 10 | 6  | +4  | 11   |
| Manchester City | 6  | 3 | 1 | 2 | 9  | 6  | +3  | 10   |
| Villarreal      | 6  | 0 | 0 | 6 | 2  | 14 | −12 | 0    |

|                 | BM  | MC  | NAP | VIL |
| --------------- | --- | --- | --- | --- |
| Bayern München  | –   | 2–0 | 3–2 | 3–1 |
| Manchester City | 2-0 | –   | 1–1 | 2–1 |
| Napoli          | 1–1 | 2–1 | –   | 2–0 |
| Villarreal      | 0–2 | 0–3 | 0–2 | –   |

### Bảng B
| Câu lạc bộ     | St | T | H | B | Bt | Bt | Hs | Điểm |
| -------------- | -- | - | - | - | -- | -- | -- | ---- |
| Internazionale | 6  | 3 | 1 | 2 | 8  | 7  | +1 | 10   |
| CSKA Moskva    | 6  | 2 | 2 | 2 | 9  | 8  | +1 | 8    |
| Trabzonspor    | 6  | 1 | 4 | 1 | 3  | 5  | −2 | 7    |
| Lille          | 6  | 1 | 3 | 2 | 6  | 6  | 0  | 6    |

|                | CM  | INT | LIL | TRA |
| -------------- | --- | --- | --- | --- |
| CSKA Moskva    | –   | 2–3 | 0–2 | 3–0 |
| Internazionale | 1–2 | –   | 2–1 | 0–1 |
| Lille          | 2–2 | 0–1 | –   | 0–0 |
| Trabzonspor    | 0–0 | 1–1 | 1–1 | –   |

### Bảng C
| Câu lạc bộ        | St | T | H | B | Bt | Bt | Hs | Điểm |
| ----------------- | -- | - | - | - | -- | -- | -- | ---- |
| Benfica           | 6  | 3 | 3 | 0 | 8  | 4  | +4 | 12   |
| Basel             | 6  | 3 | 2 | 1 | 11 | 10 | +1 | 11   |
| Manchester United | 6  | 2 | 3 | 1 | 11 | 8  | +3 | 9    |
| Oțelul Galați     | 6  | 0 | 0 | 6 | 3  | 11 | −8 | 0    |

|                   | BAS | BEN | MU  | OG  |
| ----------------- | --- | --- | --- | --- |
| Basel             | –   | 0–2 | 2–1 | 2–1 |
| Benfica           | 1–1 | –   | 1–1 | 1–0 |
| Manchester United | 3–3 | 2–2 | –   | 2-0 |
| Oțelul Galați     | 2–3 | 0–1 | 0–2 | –   |

### Bảng D
| Câu lạc bộ    | St | T | H | B | Bt | Bt | Hs  | Điểm |
| ------------- | -- | - | - | - | -- | -- | --- | ---- |
| Real Madrid   | 6  | 6 | 0 | 0 | 19 | 2  | +17 | 18   |
| Lyon          | 6  | 2 | 2 | 2 | 9  | 7  | +2  | 8    |
| Ajax          | 6  | 2 | 2 | 2 | 6  | 6  | 0   | 8    |
| Dinamo Zagreb | 6  | 0 | 0 | 6 | 3  | 22 | −19 | 0    |

|               | AJA | DZ  | OL  | RM  |
| ------------- | --- | --- | --- | --- |
| Ajax          | –   | 4-0 | 0–0 | 0–3 |
| Dinamo Zagreb | 0–2 | –   | 1–7 | 0–1 |
| Lyon          | 0–0 | 2–0 | –   | 0–2 |
| Real Madrid   | 3–0 | 6-2 | 4–0 | –   |

### Bảng E
| Câu lạc bộ       | St | T | H | B | Bt | Bt | Hs  | Điểm |
| ---------------- | -- | - | - | - | -- | -- | --- | ---- |
| Chelsea          | 6  | 3 | 2 | 1 | 13 | 4  | +9  | 11   |
| Bayer Leverkusen | 6  | 3 | 1 | 2 | 8  | 8  | 0   | 10   |
| Valencia         | 6  | 2 | 2 | 2 | 12 | 7  | +5  | 8    |
| Genk             | 6  | 0 | 3 | 3 | 2  | 16 | −14 | 3    |

|                  | BL  | CHE | GNK | VAL |
| ---------------- | --- | --- | --- | --- |
| Bayer Leverkusen | –   | 2–1 | 2–0 | 2–1 |
| Chelsea          | 2–0 | –   | 5–0 | 3–0 |
| Genk             | 1–1 | 1–1 | –   | 0–0 |
| Valencia         | 3–1 | 1–1 | 7–0 | –   |

### Bảng F
| Câu lạc bộ        | St | T | H | B | Bt | Bt | Hs | Điểm |
| ----------------- | -- | - | - | - | -- | -- | -- | ---- |
| Arsenal           | 6  | 3 | 2 | 1 | 7  | 6  | +1 | 11   |
| Marseille         | 6  | 3 | 1 | 2 | 7  | 4  | +3 | 10   |
| Olympiacos        | 6  | 3 | 0 | 3 | 8  | 6  | +2 | 9    |
| Borussia Dortmund | 6  | 1 | 1 | 4 | 6  | 12 | −6 | 4    |

|                   | ARS | BD  | OM  | OLY |
| ----------------- | --- | --- | --- | --- |
| Arsenal           | –   | 2–1 | 0–0 | 2–1 |
| Borussia Dortmund | 1–1 | –   | 2–3 | 1–0 |
| Marseille         | 0–1 | 3–0 | –   | 0–1 |
| Olympiacos        | 3–1 | 3–1 | 0–1 | –   |

### Bảng G
| Câu lạc bộ          | St | T | H | B | Bt | Bt | Hs | Điểm |
| ------------------- | -- | - | - | - | -- | -- | -- | ---- |
| APOEL               | 6  | 2 | 3 | 1 | 6  | 6  | 0  | 9    |
| Zenit St. Peterburg | 6  | 2 | 3 | 1 | 7  | 5  | +2 | 9    |
| Porto               | 6  | 2 | 2 | 2 | 7  | 7  | 0  | 8    |
| Shakhtar Donetsk    | 6  | 1 | 2 | 3 | 6  | 8  | −2 | 5    |

|                     | APO | POR | SD  | ZSP |
| ------------------- | --- | --- | --- | --- |
| APOEL               | –   | 2–1 | 0–2 | 2–1 |
| Porto               | 1–1 | –   | 2–1 | –0  |
| Shakhtar Donetsk    | 1–1 | 0–2 | –   | 2–2 |
| Zenit St. Peterburg | 0-0 | 3–1 | 1–0 | –   |

### Bảng H
| Câu lạc bộ     | St | T | H | B | Bt | Bt | Hs  | Điểm |
| -------------- | -- | - | - | - | -- | -- | --- | ---- |
| Barcelona      | 6  | 5 | 1 | 0 | 20 | 4  | +16 | 16   |
| Milan          | 6  | 2 | 3 | 1 | 11 | 8  | +3  | 9    |
| Viktoria Plzeň | 6  | 1 | 2 | 3 | 4  | 11 | −7  | 5    |
| BATE Borisov   | 6  | 0 | 2 | 4 | 2  | 14 | −12 | 2    |

|                | BAR | BAT | MIL | VP  |
| -------------- | --- | --- | --- | --- |
| Barcelona      | –   | 4–0 | 2–2 | 2–0 |
| BATE Borisov   | 0–5 | –   | 1–1 | 0–1 |
| Milan          | 2–3 | 2–0 | –   | 2–0 |
| Viktoria Plzeň | 0–4 | 1–1 | 2–2 | –   |

## Vòng đấu loại trực tiếp

### Vòng 16 đội
Lượt đi diễn ra vào các ngày 14, 15, 21 và 22 tháng Hai, lượt về diễn ra vào các ngày 6, 7, 13 và 14 tháng 3 năm 2012.
| Đội 1               | TTS  | Đội 2          | Lượt đi | Lượt về |
| ------------------- | ---- | -------------- | ------- | ------- |
| Lyon                | 0–2  | APOEL          | 1-0     | 1-0     |
| Napoli              | 4–5  | Chelsea        | 3-1     | 1-4     |
| Milan               | 4-3  | Arsenal        | 4-0     | 0-3     |
| Basel               | 1-7  | Bayern München | 1-0     | 0-7     |
| Bayer Leverkusen    | 2-10 | Barcelona      | 1-3     | 1-7     |
| CSKA Moskva         | 2-5  | Real Madrid    | 1-1     | 1-4     |
| Zenit St. Peterburg | 3-6  | Benfica        | 3-2     | 0-4     |
| Marseille           | 2-2  | Internazionale | 1-0     | 1-2     |

### Tứ kết
Lượt đi của tứ kết diễn ra vào các ngày 27 và 28 tháng 3, lượt về diễn ra vào các ngày 3 và 4 tháng 4 năm 2012.
| Đội 1     | TTS | Đội 2          | Lượt đi | Lượt về |
| --------- | --- | -------------- | ------- | ------- |
| APOEL     | 2-8 | Real Madrid    | 0–3     | 2-5     |
| Marseille | 0-4 | Bayern München | 0–2     | 0-2     |
| Benfica   | 1-3 | Chelsea        | 0–1     | 1-2     |
| Milan     | 1-3 | Barcelona      | 0–0     | 1-3     |

### Bán kết
Lượt đi sẽ diễn ra vào 17 và 18 tháng 4, lượt về diễn ra sau đó 1 tuần vào các ngày 24 và 25 tháng 4 năm 2012.
| Đội 1          | TTS         | Đội 2       | Lượt đi | Lượt về |
| -------------- | ----------- | ----------- | ------- | ------- |
| Bayern München | 3-3 (3-1 p) | Real Madrid | 2-1     | 1-2     |
| Chelsea        | 3-2         | Barcelona   | 1-0     | 2-2     |

### Chung kết
Trận chung kết diễn ra vào ngày 20 tháng 5 năm 2012 tại sân vận động Allianz Arena thành phố Munich, Đức.
| Bayern Munich                                  | 1–1 (s.h.p.) | Chelsea                                       |
| ---------------------------------------------- | ------------ | --------------------------------------------- |
| - Müller 83'                                   | Chi tiết     | - Drogba 88'                                  |
| Loạt sút luân lưu                              |              |                                               |
| - Lahm - Gómez - Neuer - Olić - Schweinsteiger | 3–4          | - Mata - David Luiz - Lampard - Cole - Drogba |

## Thống kê
Top scorers and assists (excluding qualifying rounds and play-off round):

Players highlighted in bold are still active in the competition.
| Thứ hạng | Tên                | Đội                 | Bàn thắng | Thời gian thi đầu |
| -------- | ------------------ | ------------------- | --------- | ----------------- |
| 1        | Lionel Messi       | Barcelona           | 14        | 990'              |
| 2        | Mario Gómez        | Bayern München      | 12        | 883'              |
| 3        | Cristiano Ronaldo  | Real Madrid         | 10        | 930'              |
| 4        | Karim Benzema      | Real Madrid         | 7         | 760'              |
| 5        | José Callejón      | Real Madrid         | 5         | 307'              |
| 5        | Roberto Soldado    | Valencia            | 5         | 515'              |
| 5        | Bafétimbi Gomis    | Lyon                | 5         | 530'              |
| 5        | Didier Drogba      | Chelsea             | 5         | 550'              |
| 5        | Alexander Frei     | Basel               | 5         | 611'              |
| 5        | Seydou Doumbia     | CSKA Moskva         | 5         | 611'              |
| 5        | Roman Shirokov     | Zenit St. Peterburg | 5         | 658'              |
| 5        | Edinson Cavani     | Napoli              | 5         | 701'              |
| 5        | Zlatan Ibrahimović | Milan               | 5         | 720'              |

| Thứ hạng | Tên                        | Đội            | Số lần kiến tạo | Thời gian thi đấu |
| -------- | -------------------------- | -------------- | --------------- | ----------------- |
| 1        | Kaká                       | Real Madrid    | 5               | 441'              |
| 1        | Karim Benzema              | Real Madrid    | 5               | 761'              |
| 1        | Nicolás Gaitán             | Benfica        | 5               | 810'              |
| 1        | Franck Ribéry              | Bayern München | 5               | 934'              |
| 1        | Lionel Messi               | Barcelona      | 5               | 990'              |
| 6        | Isaac Cuenca               | Barcelona      | 4               | 347'              |
| 6        | Marcelo                    | Real Madrid    | 4               | 539'              |
| 6        | Fernando Torres            | Chelsea        | 4               | 599'              |
| 6        | Zlatan Ibrahimović         | Milan          | 4               | 720'              |
| 10       | Vágner Love                | CSKA Moskva    | 3               | 540'              |
| 10       | Aly Cissokho               | Lyon           | 3               | 660'              |
| 10       | Cesc Fàbregas              | Barcelona      | 3               | 661'              |
| 10       | Ezequiel Lavezzi           | Napoli         | 3               | 700'              |
| 10       | Frank Lampard              | Chelsea        | 3               | 723'              |
| 10       | Constantinos Charalambidis | APOEL          | 3               | 769'              |
| 10       | Mesut Özil                 | Real Madrid    | 3               | 806'              |
| 10       | Daniel Alves               | Barcelona      | 3               | 855'              |
| 10       | Cristiano Ronaldo          | Real Madrid    | 3               | 930'              |